# Odo af Aquitanien
Odo (den Store) af Aquitanien (i nogle kilder Eudes eller Eudo) (død efter 735) var hertug af Aquitanien og kom til magten omkring eller lidt før år 700. Hans hertugdømme omfattede den sydvestlige del af Gallien, dvs. fra Loire til Pyrenæerne, og hovedstaden lå i Toulouse. Han blev ved magten, indtil han abdicerede i 735.
Hans ungdom er ukendt ligesom hans familieforhold og afstamning. Man har peget på adskillige hertuger af Aquitanien som Odos far: Bl.a. Boggis af Aquitanien (Bertrand af Aquitanien), som tidlige historikere tilskrev en afstamning fra den merovingiske Charibert II (baseret på det forfalskede Charte d'Alaon), men også hertug Lupus 1. af Aquitanien, som overhovedet ikke var merovinger. Odo kaldes også for bror til Hubertus.
Odo kom muligvis på hertugtronen så tidligt som 679 eller 688, hvad der måske svarer til dødsdatoerne for henholdsvis Lupus og Boggis eller for Hubertus' opgivelse af magten. Andre datoer er også mulige, men han var tydeligvis ved magten i 700. I 715 erklærede han sig uafhængig af frankerriget, mens der var borgerkrig i Gallien. Derimod er det ikke sandsynligt, at han nogensinde tiltog sig kongetitel.
I 718 nævnes han som en forbundsfælle til Chilperic II af Neustrien og dette riges major domus,, Ragenfrid, som muligvis har tilbudt ham anerkendelse af kongemagten over Aquitanien. De kæmpede sammen mod den austrasiske major domus, Karl Martell. Efter Chilperics nederlag ved Soissons i 719, sluttede han sandsynligvis fred med Karl ved at overdrage ham Neustriens konge og rigets skatte.
Odo blev også nødt til at kæmpe mod Ummayyaderne og frankerne, som invaderede hans rige. Den 9. juni 721 tilføjede han muslimerne under Anbasa ibn Suhaym Al-Kalbi et betydeligt nederlag i slaget ved Toulouse. Sejren blev fejret med gaver fra paven, og den beviste Odos selvstændige stilling. For yderligere at sikre sine grænser bortgiftede han sin datter (med navnet Lampegia?) til Uthman ibn Naissa, som blev kaldt "Munuza" af frankerne, og som var vicestatholder i det område, der senere blev til Katalonien. Freden skulle dog ikke vare ved, for allerede efter nogle få år blev han angrebet af Karl Martell, der besejrede ham i slaget ved Garonne. I mellemtiden var hans muslimske allierede blev uvenner med ummayyade-herskerne, som selv tog kontrol med regionen. Odo måtte kæmpe for Karl, som besejrede muslimerne i slaget ved Poitiers i 732.
I 735 abdicerede hertug Odo og blev efterfulgt af sin søn, Hunald. Han havde også en anden søn, Ato, der senere efterfulgte den første. Odo døde noget efter, måske så sent som i 740 og sandsynligvis i kloster.